# 최종열
최종열(1958년 7월 17일~)은 대한민국의 산악인이다.

## 주요 경력
- 1978년: 충북 제천 금수산 암벽개척

- 1980년: 충북 단양 사인암 암벽개척

- 1983년: 설악산 토왕성 빙폭 등반

- 1984년 국토종주 구보(1,400km)

- 1987년: 동계 에베레스트 등반(8,848m)

- 1989년: 자북점 도달(나침반의 북극점)

- 1990년: 북극 탐험(북위 88도)

- 1991년: 한국인 최초 북극점 정복 (북위 90도)

- 1993년: 시베리아 탐험(베링해협)

- 1996년: 세계 최초 사하라 사막 도보횡단 성공(208일, 8,600km)

- 2000년: 실크로드 자전거횡단 성공(141일, 16,600km)

## 수상
- 1988년 체육훈장 백마장 수상
- 1991년 체육훈장 맹호장

## 관련 책
- 《또 다른 꿈을 향하여 나는 달린다》

## 참고 자료
최종열 (2001년 9월 15일). 《《또 다른 꿈을 향하여 나는 달린다》》. 청홍.